# Spalangia parfuscipes
Spalangia parfuscipes is een vliesvleugelig insect uit de familie Pteromalidae. De wetenschappelijke naam is voor het eerst geldig gepubliceerd in 1998 door Ahmad.